# Glindah
Glindah is een bestuurslaag in het regentschap Gresik van de provincie Oost-Java, Indonesië. Glindah telt 2975 inwoners (volkstelling 2010).